# Czadraabalyn Lodojdamba
Czadraabalyn Lodojdamba (mong.: Чадраабалын Лодойдамба; ur. 1917, zm. 1970) – mongolski pisarz. W 1954 roku ukończył Państwowy Uniwersytet Mongolski. Tego samego roku opublikował swój pierwszy utwór – opowiadanie "Malgajt czono". Do jego najbardziej znanych dzieł należy powieść "Przejrzysty Tamir" (przełożona na język polski z języka rosyjskiego przez Edwarda Hołyńskiego), której akcja osadzona jest w czasie rewolucji mongolskiej w 1921 roku.